# 学校法人津田学院
学校法人津田学院 （がっこうほうじんつだがくいん）とは、かつて鳥取県鳥取市岩倉452-2にあった学校法人。三重県にある津田学園とは無関係。

## 沿革
- 1927年 - 大阪市阿倍野区に津田専門学院（英語塾）を開設。
- 1951年 - 津田学院高等学校開校（受け入れは1974年度まで）。
- 1955年 - 津田短期大学開学（受け入れは1980年度まで）。高校を津田短期大学附属高等学校と改称。
- 1989年 - 学校法人津田学院が解散。

## 理事長
- 津田善清

## 教育理念
- 学問・技術・自主の学園として、真理と正義を愛し、人間の福祉に貢献し得る女子の教育

## 運営学校
- 津田短期大学附属高等学校
- 津田短期大学

## その他
- 『日本の私立短期大学』（日本私立短期大学協会発行、1980年）によると、同法人は近畿圏の大阪地区への大学の創設を構想していたらしい。